# Rapid Support Forces
La Rapid Support Forces è un'organizzazione paramilitare sudanese.

## Storia
Le Rapid Support Forces (RSF) sono forze paramilitari sudanesi precedentemente gestite dal governo del Sudan. È creato ed è principalmente composto dalle milizie Janjawid che hanno lottato per conto del governo sudanese durante la guerra in Darfur e sono state responsabili di numerose attacchi contro la popolazione. Le azioni di RSF in Darfur si qualificano come crimini contro l'umanità secondo Human Rights Watch.
Le RSF sono amministrate dal National Intelligence and Security Service, anche se durante le operazioni militari sono comandate dalle forze armate sudanesi. A giugno 2019, il comandante della RSF è il generale Mohamed Hamdan Dagalo, meglio conosciuto con il nome di battaglia Hemetti. Durante la crisi politica sudanese del 2019, la giunta militare che ha preso il controllo del paese ha impiegato le RSF per reprimere violentemente i manifestanti pro-democrazia. Insieme ad altre forze di sicurezza, le RSF hanno compiuto il massacro di Khartum il 3 giugno 2019.

### Nella guerra civile
Il 15 aprile 2023 sono scoppiati i combattimenti tra le RSF e le forze armate sudanesi dopo che le RSF hanno mobilitato le loro forze in diverse città del Sudan e del Darfur.
Le forze armate sudanesi hanno designato l'RSF come gruppo ribelle. Le forze dell'RSF affermano di aver occupato l'Aeroporto Internazionale di Khartum e altre importanti aree di Khartoum. Nel maggio 2025 hanno attaccato dall'aria Port Sudan